# دریاچه کالهون

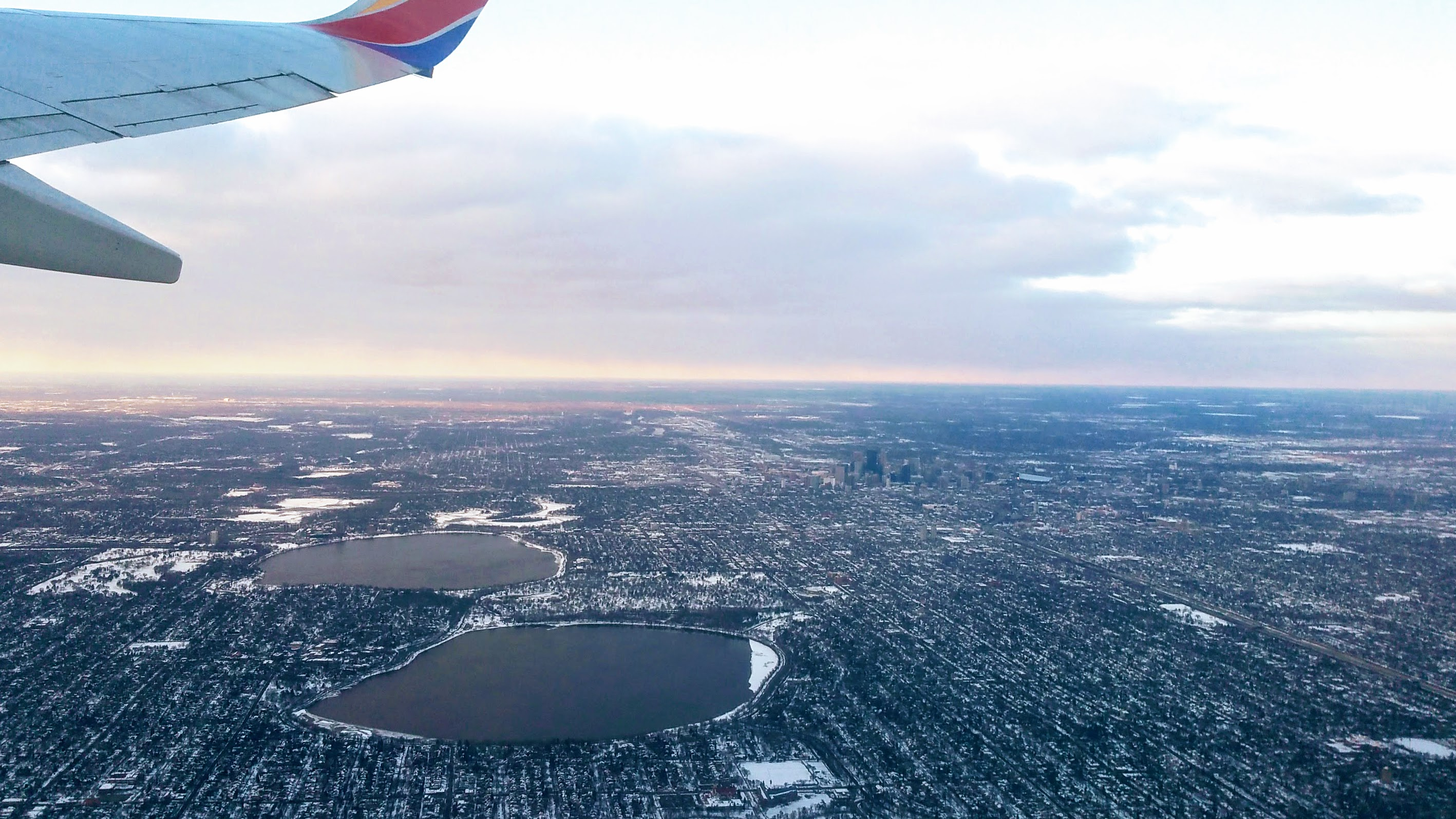
تصویر هوایی از دریاچه کالهون (بالا، سمت چپ) و دریاچه هریت (پایین وسط) به همراه پایین شهر مینیاپولیس در پس زمینه.

دریاچه کالهون یا دریاچه بد ماکا سکا بزرگترین دریاچه از زنجیره دریاچه‌ها می‌باشد که توسط شهر مینیاپولیس و پارک‌های آن احاطه شده است. مساحت این دریاچه ۱٫۶۲ کیلومتر مربع است و بیشترین عمق آن ۲۷ متر می‌باشد.